# Ricardo Ernesto Centellas Guzmán
Ricardo Ernesto Centellas Guzman (n. Suquistaca, Bolívia, 7 de novembro de 1962) é um bispo católico, teólogo e professor boliviano. Atual arcebispo de Sucre e Primaz da Bolívia. Antes, foi bispo de Potosí e Presidente da Conferência Episcopal da Bolívia (CEB).

## Biografia
Nascido em Suquistaca, departamento de Chuquisaca, dia 7 de novembro de 1962. Cursou o propedêutico no Seminario San Cristóbal de Sucre (1982) e sua formação eclesiástica, filosófica e teológica no Seminario San José de Cochabamba (1983-1988). Foi ordenado um sacerdote em 11 de agosto de 1988, para a Arquidiocese de Sucre.
De 1989 a 1991 trabalhou como vigário na paróquia de San Juan Bautista de Padilla. De 1991 a 1993 estudou em Roma, onde se formou em teologia espiritual na Pontifícia Universidade Gregoriana. Ao retornar à diocese, começou a trabalhar no Seminário San Cristóbal. De 1996 a 2003 foi reitor do mesmo seminário. Desde maio de 1998, era o Vigário Geral da Arquidiocese de Sucre.

### Carreira episcopal
A 30 de junho de 2005 foi nomeado para o episcopado, pelo Papa Bento XVI, como Bispo Titular de Turres Ammeniae e auxiliar da Diocese de Potosi. Ele recebeu a consagração episcopal em 15 de setembro do mesmo ano, pelas mãos de Dom Walter Pérez Villamonte, bispo de Potosi, na Basílica de Santo Antonio de Pádua em Potosí, e tendo como co-consagradores o núncio apostólico no país, arcebispo Ivo Scapolo, e o arcebispo de Sucre, Mons. Jesús Pérez Rodríguez.
De 5 a 26 de outubro de 2008, participou da XII Assembleia Geral Ordinária do Sínodo dos Bispos, que foi realizada na Basílica São Paulo Fora dos Muros de Roma, e presidida pelo Papa Bento XVI.
Nomeado em 25 de novembro de 2009 e instalado em 28 de janeiro de 2010 como bispo de Potosí, sucedendo Mons. Villamonte.
Na Conferência Episcopal da Bolívia ocupou os seguintes cargos: Presidente da Área de Comunhão Eclesial, Membro do Conselho Episcopal Permanente, Membro do Conselho da Faculdade Teológica "San Pablo" de Cochabamba e Delegado Suplente da Conferência Episcopal no Conselho Episcopal Latino-Americano e Caribenho. De 2012 a 2015 foi eleito Vice-Presidente da Conferência Episcopal Boliviana; eleito Presidente em 2015 e reconfirmado em 2018.
Em 11 de fevereiro de 2020, foi elevado pelo Papa Francisco a Arcebispo de Sucre, com a renúncia de Mons. Jesús Juárez Párraga. Permaneceu como administrador apostólico sede vacante de Potosi até a nomeação de seu sucessor. Sua instalação na sé de Sucre foi inicialmente suspensa devido à pandemia de COVID-19, ocorrendo em 16 de junho.
Em 28 de setembro de 2020, no âmbito das eleições gerais bolivianas, ele pediu à população "que não disperse seu voto" para garantir "a consolidação da democracia" contra a esquerda.
Depois que uma bula papal concedeu à Arquidiocese de Sucre o primado da Bolívia em 11 de fevereiro de 2021, o Arcebispo Ricardo Ernesto Centellas Guzmán é o primeiro titular dessa posição. Em missa no dia 12 de setembro, o Núncio Apostólico na Bolívia, Mons. Angelo Accattino, leu e entregou a bula papal, na presença do clero arquidiocesano, religiosos e fiéis.